# Eckartsaui nyilatkozat

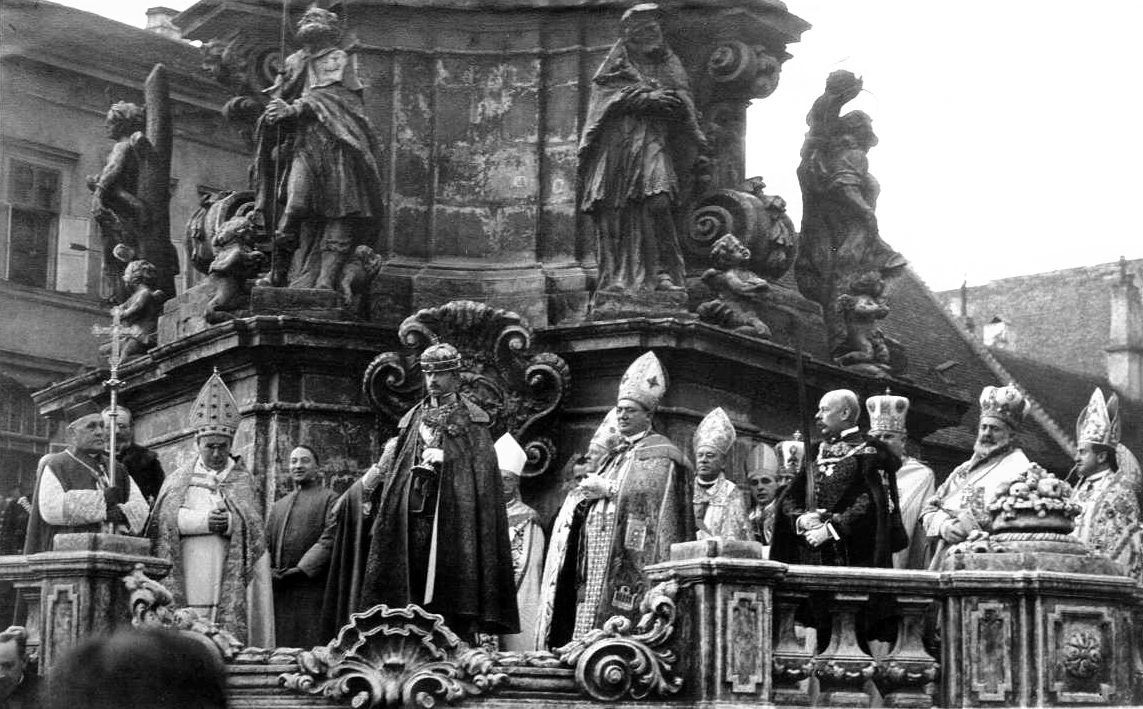
IV. Károly magyar király megkoronázása 1916-ban

Az eckartsaui nyilatkozatban 1918. november 13-án IV. Károly magyar király lemondott uralkodói jogairól.

## Előzményei
Az őszirózsás forradalom után 1918 novemberének közepén a magyar társadalom egységesen sorakozott fel  forradalmi kormánya és miniszterelnöke, Károlyi Mihály mögé, s részben a német és az osztrák események hatására egyre erőteljesebben követelte a köztársaság kikiáltását. November 9-én ugyanis győzött a német forradalom, és lemondott II. Vilmos német császár. A háborúban vesztes Osztrák–Magyar Monarchiát az uralkodó I. Károly császár a választójog kiterjesztésével, a nemzetiségeknek adott engedményekkel próbálta egyben tartani. Októberben bejelentette, hogy a birodalmat egyenrangú államok szövetségévé (föderáció) fogja átszervezni. A magyar kormány követelésére azonban meghátrált, és kinyilvánította, hogy az átalakítás nem érinti a magyar korona országait.
November 12-én kikiáltották az osztrák köztársaságot, miután I. Károly császár (Magyarországon IV. Károly néven királyként uralkodott) lemondott az államügyek intézéséről és uralkodói jogairól.
November 11-én a Magyar Nemzeti Tanács is bejelentette, hogy az államforma kérdésében „a végleges elhatározást most már halasztgatni nem lehet”, ezért felhívta a vidéki nemzeti tanácsokat, hogy a kérdésben foglaljanak állást. A magyar főrendiház küldöttsége pedig elnökének, Wlassics Gyula bárónak a vezetésével felajánlotta Károlyi Mihálynak, hogy rábeszéli a királyt a lemondásra.
A küldöttség (amelynek tagja volt Wlassich Gyula, Esterházy Miklós Móric főpohárnokmester, Dessewffy Aurél országbíró és Széchenyi Emil koronaőr is) november 13-án a Bécs melletti Eckartsauban lévő vadászkastélyában felkereste IV. Károlyt, aki hosszas vívódás után, zokogva beleegyezett uralkodói jogainak felfüggesztésébe és aláírta nyilatkozatát, amelyben elismerte, hogy a magyar nemzetnek joga van az államforma megválasztására. Formálisan azonban nem mondott le a magyar koronáról. Zita királyné kijelentette, hogy „egy uralkodó nem mondhat le, csak megfosztható trónjától”. Aznap délután a magyar kormány kijelentette: „Habsburg Károly nem uralkodója az országnak”.

## A nyilatkozat szövege
Trónra lépésem óta mindig arra törekedtem, hogy népeimet minélelőbb a háború borzalmaitól megszabadítsam; a mely háború keletkezésében semmi részem nem volt.
Nem akarom, hogy személyem akadályul szolgáljon a magyar nemzet szabad fejlődésének, mely iránt változatlan szeretettől vagyok áthatva.
Ennélfogva minden részvételről az államügyek vitelében lemondok és már eleve elismerem azt a döntést, melylyel Magyarország jövendő államformáját megállapítja.
Kelt Eckartsau ezerkilencszáztizennyolc, November hó tizenharmadikán.
Károly

## Következményei
Az uralkodó lemondása a királyi trón megüresedésének elfogadott formája volt, azonban nem tartalmazott miniszteri ellenjegyzést, e nélkül az uralkodó minden intézkedése érvénytelen volt. 1867 óta nem csak a szokásjog, hanem tételes törvény mondta ki, hogy a király lemondása csak az országgyűlés elfogadása esetén érvényes.
A nyilatkozatot követően megtörtént az új állam, az első magyar köztársaság („Magyarország minden más országtól független és önálló népköztársaság.”) ünnepélyes keretek közt történt kikiáltása 1918. november 16-án. A Tanácsköztársaság leverése után a nemzetgyűlés 1920. február 27-én elfogadta az 1920. I. törvénycikket „az alkotmányosság helyreállításáról és az állami főhatalom gyakorlásának ideiglenes rendezéséről”. Ez a törvény hatályon kívül helyezte az 1918-19-es forradalmak intézkedéseit, míg az államfői teendők ideiglenes ellátására bevezette a kormányzó intézményét. Március 1-jén Horthy Miklóst Magyarország kormányzójává választották: létrejött a király nélküli királyság.
IV. Károly magyar király uralkodói jogait végérvényesen csak az 1921. évi XLVII. törvénycikk szüntette meg, amelyet 1921. november 6-án hirdettek ki.
1921. évi XLVII. törvénycikk

IV. Károly Ő Felsége uralkodói jogainak és a Habsburg Ház trónörökösödésének megszüntetéséről
1. § IV. Károly király uralkodói jogai megszűntek.
2. § Az 1723. évi I. és II. törvénycikkben foglalt pragmatica sanctio és minden egyéb jogszabály, amely az Ausztriai Ház (Domus Austriaca) trónörökösödési jogát megállapította vagy szabályozta, hatályát vesztette és ezzel a királyválasztás előjoga a nemzetre visszaszállt.
3. § A nemzet a királyság ősi államformáját változatlanul fenntartja, de a királyi szék betöltését későbbi időre halasztja és utasítja a minisztériumot, hogy eziránt arra alkalmas időben javaslatot tegyen.

4. § Ez a törvény kihirdetésének napján lép életbe.